# Шлях загадки
«Шлях за́гадки» — картина іспанського художника  Сальвадора Далі, написана у 1981 році. Зберігається у Театрі-музеї Сальвадора Далі у Фігерасі.

## Опис
Далі подарував цю картину своєму Театру-музею, аби відзначити золоту медаль, яку він отримав від уряду Каталонії в 1982 році. Про це художник заявив у присутності свого друга, поета Жозепа Вісенса Фоша. Перед нами представлені у загадковій перспективі якісь мішки, у яких, за словами Далі, прихована інформація. У творчості художника цей символ зустрічається доволі часто, особливо в роботах раннього періоду, що тяжіють до сюрреалізму. Наприклад, в роботі «Інавгуральна гусяча шкіра» або у пропалій картині «Мед солодший за кров».
Робота алегорична, в основу її трактування закладено двозначність, приховану в елементарному знаковому змісті пшениці й зерна та в більш філософському символічному змісті інформації та розуміння, у чому, власне, і полягає сенс роботи. Лінії перспективи на картині ведуть до горизонту, фокусуючись на зірці, явно холодній на вигляд. У глядача створюється враження про те, що якщо існує дорога, яка веде в неосяжну глибину, то існує і шлях повернення, ніби луна, — через подвійну проєкцію у верхні простори.